# بحیرت تولا
بحیرت تولا  یک منطقهٔ مسکونی در لبنان است که در شهرستان زغرتا واقع شده‌است.
 بحیرت تولا   ۹۸۴ متر بالاتر از سطح دریا واقع شده‌است.